# Virginia Kirtley
Virginia Kirtley (11 de noviembre de 1888-19 de agosto de 1956) fue una actriz de cine estadounidense, activa en la época del cine mudo. 
Nacida en Bowling Green, Misuri, su verdadero nombre era Virginia Saffell. A lo largo de su carrera entre los años 1910 y 1920, ella actuó en un total de 55 filmes.
Kirtley falleció en Sherman Oaks, Los Ángeles (California), en 1956. Había estado casada con el cineasta Eddie Lyons.

## Filmografía
- 1913 The Girls and Dad, de Al Christie

### Keystone Film Company
| - 1913 Love and Rubbish, de Henry Lehrman - 1913 The Riot, de Mack Sennett - 1913 Mabel's New Hero, de Mack Sennett - 1913 Mabel's Dramatic Career, de Mack Sennett - 1913 The Bowling Match, de Mack Sennett - 1913 A Healthy Neighborhood, de Mack Sennett - 1913 A Quiet Little Wedding, de Wilfred Lucas - 1913 The Janitor, de Wilfred Lucas - 1913 Ride for a Bride, de George Nichols | - 1913 His Sister's Kids, de George Nichols - 1913 A Bad Game, de Mack Sennett - 1913 He Would a Hunting Go, de George Nichols - 1914 The Carbon Copy, de David Miles - 1914 A Flirt's Mistake, de George Nichols - 1914 In the Clutches of the Gang, de George Nichols - 1914 Rebecca's Wedding Day, de George Nichols - 1914 Making a Living, de Henry Lehrman |

### American Film Manufacturing Company
| - 1914 Brass Buttons, de William Desmond Taylor - 1914 Love Knows No Law, de Frank Cooley - 1915 In the Vale of Sorrow, de Frank Cooley - 1915 The Spirit of Giving, de Frank Cooley - 1915 A Girl and Two Boys, de Frank Cooley - 1915 Evan's Lucky Day, de Frank Cooley - 1915 Which Would You Rather Be?, de Frank Cooley - 1915 Mrs. Cook's Cooking, de Frank Cooley - 1915 The Happier Man, de Frank Cooley - 1915 The Constable's Daughter, de Frank Cooley | - 1915 The Haunting Memory, de Frank Cooley - 1915 The Doctor's Strategy, de Frank Cooley - 1915 In the Mansion of Loneliness, de Frank Cooley - 1915 When the Fire Bell Rang, de Frank Cooley - 1915 Tricked, de Tom Chatterton - 1915 The First Stone, de Frank Cooley - 1915 The Once Over, de Frank Cooley - 1915 Persistence Wins, de Frank Cooley - 1915 Oh, Daddy!, de Frank Cooley - 1915 No Quarter, de Frank Cooley - 1915 The Face Most Fair, de Frank Cooley - 1915 Dreams Realized, de Frank Cooley |

### Selig Polyscope Company
| - 1915 Iole the Christian, de Burton L. King - 1915 The Honor of the Camp, de Burton L. King - 1915 The Voice of Eva, de Burton L. King - 1915 The Reaping, de Burton L. King - 1915 Her Career, de Burton L. King - 1915 The Last of the Stills, de Burton L. King - 1915 Two Brothers and a Girl, de Burton L. King - 1915 Mother's Birthday, de Burton L. King - 1915 Polishing Up Polly, de Burton L. King - 1915 The Way of a Woman's Heart - 1915 The Bridge of Time, de Frank Beal - 1915 Their Sinful Influence, de Lloyd B. Carleton - 1915 The Love of Loti San, de Lloyd B. Carleton - 1916 The Buried Treasure of Cobre, de Frank Beal - 1916 Virtue Triumphant, de William Robert Daly - 1916 The Grinning Skull, de George Nichols - 1916 A Law Unto Himself, de Robert Broadwell - 1916 The Regeneration of Jim Halsey, de Colin Campbell | - 1916 The Comet's Come-Back, de William Bertram - 1916 Power of the Cross, de Burton L. King - 1916 Converging Paths, de Burton L. King - 1916 Only a Rose, de Burton L. King - 1916 Out of the Shadows, de Burton L. King - 1916 The Girl Detective, de Burton L. King - 1916 Hedge of Heart's Desire, de Burton L. King - 1916 The Road to Fame - 1916 The Right Hand Path, de Burton L. King - 1917 In Payment of the Past, de Burton L. King - 1917 The Making of Bob Mason's Wife, de Burton L. King - 1917 The Last of Her Clan, de Burton L. King - 1917 The Return of Soapweed Scotty, de Burton L. King - 1917 The Framed Miniature, de Burton L. King - 1917 The Font of Courage, de Burton L. King - 1917 The Heart of Jules Carson, de Burton L. King - 1917 Who Shall Take My Life?, de Colin Campbell |

- 1928 The Midnight Adventure, de Duke Worne